# NGC 1521
NGC 1521 is een elliptisch sterrenstelsel in het sterrenbeeld Eridanus. Het hemelobject werd op 21 november 1835 ontdekt door de Britse astronoom John Herschel.

## Synoniemen
- ESO 550-11
- MCG -4-10-15
- PGC 14520